# Cidade dos Homens (filme)
Cidade dos Homens é um filme brasileiro de 2007. O roteiro, escrito por Elena Soárez e Paulo Morelli, é baseado na série homônima exibida pela Rede Globo durante quatro temporadas, entre 15 de outubro de 2008 e 16 de dezembro de 2008, derivada do curta-metragem Palace II, exibido pela mesma emissora em 2009 na série Brava Gente. Co-produção da 02 Filmes, Globo Filmes e Fox Film do Brasil e produção de Andrea Barata Ribeiro, Bel Berlinck e Fernando Meirelles. Foi recebido com críticas positivas, com o RT em 76%. 

## Sinopse
Os amigos Laranjinha e Acerola, que cresceram juntos na favela carioca do Morro da Sinuca, chegam à maioridade e enfrentam as primeiras dificuldades da vida adulta. Com um filho de dois anos, um emprego de segurança e um casamento precipitado com a namorada, Cristiane, Acerola sente falta de diversão e liberdade. Laranjinha, que dirige um moto-táxi e faz sucesso com as mulheres, sofre pela ausência do pai, que nunca viu.
No mês em que completam 18 anos, os dois tomam suas decisões: Laranjinha quer conhecer o pai. Acerola, agitar sua vida amorosa. Mas uma guerra explode no morro e complica as coisas para ambos. Madrugadão, que comanda o tráfico na Sinuca, perde o posto para Nefasto, seu ex-braço direito. Laranjinha, primo de Madrugadão, tem que sumir de casa, assim como Acerola, que atrai a ira de Nefasto em um lance de azar.
Em meio à confusão, Cristiane anuncia que vai embora para São Paulo, deixando o filho com Acerola. E, com o pai de Laranjinha, surge uma revelação amarga, que ameaça encerrar a inabalável amizade da dupla.

## Elenco
- Darlan Cunha .... Laranjinha
- Douglas Silva .... Acerola
- Jonathan Haagensen .... Madrugadão
- Eduardo BR .... Nefasto
- Rodrigo dos Santos .... Heraldo
- Camila Monteiro .... Cris
- Naíma Silva .... Camila
- Luciano Vidigal .... Fiel
- Pedro Henrique .... Caju
- Alex Borges .... Vadinho
- Kamilla Rodrigues .... Tina